# Ледащев, Александр Кириллович
Александр Кириллович Ледащев (1905 — 1939, Москва) — советский актёр, сценарист и режиссёр.

## Биография
В кино начал рабочим-осветителем, гримёром и актёром. Режиссёру О. Фрелиху, снимавшему в Москве один из первых белорусских фильмов «Проститутка», очень понравился парень, энергичный, с красивым умным лицом, и он пригласил Ледащева на роль комсомольца Шуры.
Всеволод Пудовкин, готовившийся на студии «Межрабпома» к постановке нового фильма, обратил внимание на сообразительного, деятельного, ни минуты не стоявшего без дела осветителя. Так Ледащев стал одним из трёх помощников режиссёра на фильме «Конец Санкт-Петербурга». На следующей работе Пудовкина, «Потомок Чингисхана», Ледащев уже был ассистентом режиссёра, сыграл маленькую роль.
В 1931 году А. Ледащев начал работу над фильмом «Великие будни» совместно с режиссёром Анатолием Головнёй.
В начале 1930-х годов по заданию Всеволода Мейерхольда Ледащев, вместе с другим молодым режиссёром В. Немоляевым работал над «кинооформлением» спектакля «Последний решительный», снимая полутора — двухминутные документальные фильмы.
В 1932 году Ледащев получил первую самостоятельную постановку — фильм «Толедо» . В мае 1935 года на экраны страны вышел фильм «Пастух и царь», который, как ни один из фильмов 1930-х годов не вызвал таких разноречивых, взаимоисключающих оценок. Через полтора месяца после премьеры «Пастуха и царя» зрители смогли познакомиться с новым фильмом Ледащева «Я вернусь!». Дело не в ударных темпах работы, а в том, что премьера «Пастуха и царя» была задержана на полтора года.
Из-за обострившейся тяжёлой болезни некоторое время работал на «Учфильмтяжпроме», поставил там интересную документальную картину о механизации добычи угля.
До последних дней работал над сценарием для одной из среднеазиатских киностудий. Хотя образование своё он пополнял, уже работая на студии, учёба у Пудовкина и природный талант позволили ему встать за камеру и сделать фильмы, ставшие заметными событиями в истории советского кино.

## Избранная фильмография

### Актёрские работы
- 1926 — Проститутка —Шура
- 1928 — Потомок Чингисхана — комсомолец Шура
- 1935 — Я вернусь — Банько

### Режиссёр
- 1931 — Великие будни
- 1931 — Стальной поход
- 1932 — Толедо
- 1934 — Пастух и царь
- 1935 — Я вернусь
- 1937 — Два брата (короткометражный)

### Сценарист
- 1935 — Я вернусь
- 1937 — Два брата (короткометражный)